# Broussard (Louisiana)
Broussard je město na hranicích farností St. Martin Parish a Lafayette Parish ve státě Louisiana. Při sčítání obyvatel v roce 2000 zde žilo 5 874 obyvatel. Narodil se zde například jazzový saxofonista Illinois Jacquet.